# Augusto Fernández de Avilés
Augusto Fernández de Avilés y Álvarez-Ossorio (Madrid, 1 de octubre de 1908 - Madrid, 23 de abril de 1968) fue un arqueólogo español del siglo XX, director interino del Museo Arqueológico Nacional entre 1967 y 1968.

## Biografía

### Vida personal
Augusto Fernández de Avilés y Álvarez-Ossorio nació en la calle Campoamor de Madrid el 1 de octubre de 1908. Era hijo de Catalina Álvarez-Ossorio y de Augusto Fernández de Avilés y García-Alcalá, bibliotecario del rey Alfonso  XIII; y sobrino de Francisco Álvarez-Ossorio, director del Museo Arqueológico Nacional entre 1930 y 1939.
Contrajo matrimionio con Asunción Delgado Serrano el 27 de septiembre de 1951, en la catedral de San Juan de Badajoz. Tuvieron tres hijos: Paloma, Augusto y Catalina.
Falleció, víctima de leucemia, el 23 de abril de 1968 en su casa de la calle Amnistía de Madrid.

### Vida profesional
Asistió al colegio en El Escorial, y realizó estudios medios en el Instituto Cardenal Cisneros de Madrid.
Se licenció en Filosofía y Letras en 1930 en la Universidad Central de Madrid, siendo alumno aventajado de Cayetano de Mergelina y Luna. Su tesis doctoral (que obtuvo la máxima calificación), dirigida por el catedrático de Arqueología Antonio García y Bellido, versó sobre las excavaciones en el Cerro de los Santos (Albacete). La colaboración entre ambos sería constante a partir de entonces. En 1931 se incorporó al Cuerpo Facultativo de Archiveros, Bibliotecarios y Arqueólogos.
Se encontraba inmerso junto a Cayetano de Mergelina en las excavaciones de Cabecico del Tesoro, en La Alberca, cuando se produjo el estallido de la guerra civil española. Al finalizar el conflicto, fue nombrado asesor del Servicio de Recuperación del Patrimonio de la provincia de Murcia.
Desde 1940, fue jefe de Sección y secretario de la afamada revista Archivo Español de Arqueología, pionera en España en la materia, fundada por García y Bellido, su colaborador habitual.
En 1942 publicó un documentado estudio sobre los yacimientos hispánicos con representaciones ecuestres, en el que demostró su gran conocimiento sobre el tema. 
Realizó importantes excavaciones en diversos yacimientos de las provincias de Murcia (Cabecico del Tesoro, Loma de los Peregrinos y Basílica de Algezares), Albacete (Cerro de los Santos), La Rioja (Vareia), Navarra, Palencia (Pisoraca y Fuentes Tamáricas), Vizcaya (Peña Forua y Castro de Arrola) y Cantabria (Julióbriga y Monte Ornedo), la mayoría de ellas en colaboración con García y Bellido.
Fue director del Museo Arqueológico de Murcia y, más tarde, jefe de la Sección de la Edad Antigua del Museo Arqueológico Nacional, del que fue director interino entre 1967 y 1968. Perteneció también a la Associação dos Arqueólogos Portugueses de Lisboa y al Deutsches Archäologisches Institut de Berlín.

## Obras
- Diario de las excavaciones de la Necrópolis Ibérica de El Cabecico del Tesoro (Verdolay, Murcia) campaña de 1953-36 (I)
- El "corpus" de "Escultura Ibérica" de Augusto Fernández de Avilés (obra póstuma)  ISBN 84-930824-8-1
- De la mecánica a la molienda; un ensayo sobre los molinos giratorios de la España antigua (obra póstuma) ISBN 84-930824-8-1